# Arquidiócesis de Génova
La arquidiócesis de Génova (en latín: Archidioecesis Ianuensis y en italiano: Arcidiocesi di Genova) es una circunscripción eclesiástica de la Iglesia católica en Italia. Se trata de una arquidiócesis latina, sede metropolitana de la provincia eclesiástica de Génova. Desde el 8 de mayo de 2020 su arzobispo es Marco Tasca, de la Orden de Frailes Menores Conventuales.

## Territorio y organización

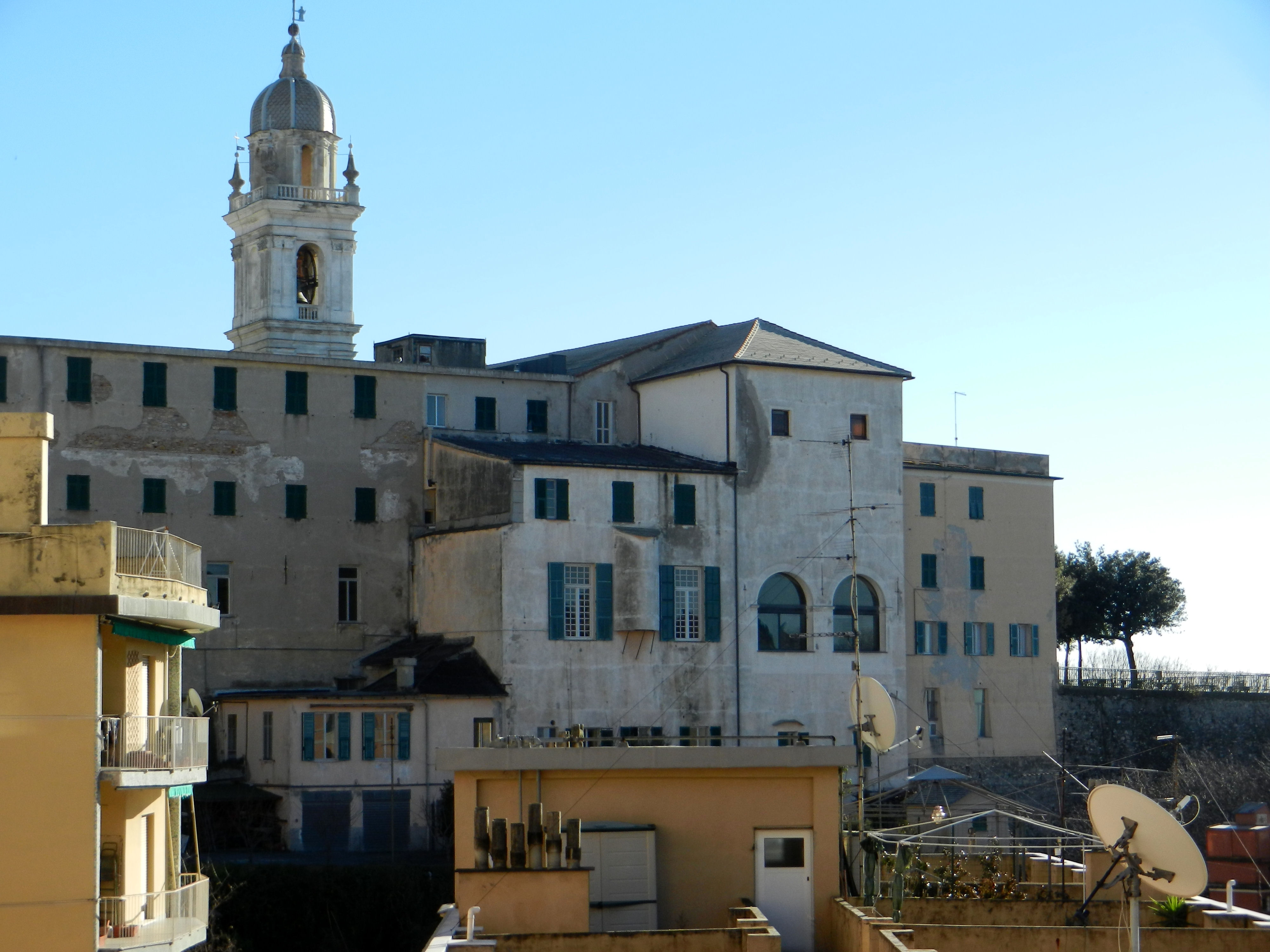
Basílica de San Francisco de Paula, en Génova

La arquidiócesis tiene 967 km² y extiende su jurisdicción sobre los fieles católicos de rito latino residentes en parte de la región de Liguria, comprendiendo en:
- la ciudad metropolitana de Génova las comunas de: Genova, Arenzano, Avegno, Bargagli, Bogliasco, Busalla (solo la cabecera), Camogli, Campomorone, Ceranesi, Davagna, Isola del Cantone (solo la cabecera), Mele, Mignanego, Montoggio, Pieve Ligure, Recco, Ronco Scrivia (excepto la fracción de Pietrafraccia), Sant'Olcese, Savignone (las fracciones de Isorelle y San Bartolomeo), Serra Riccò, Sori, Tribogna, Uscio, Valbrevenna (excepto las fracciones de Nenno y Tonno) y Vobbia;
- la provincia de Alessandria las comunas de: Arquata Scrivia (fracciones de Rigoroso y Sottovalle), Bosio, Carrosio, Fraconalto, Gavi, Mongiardino Ligure, Parodi Ligure y Voltaggio.

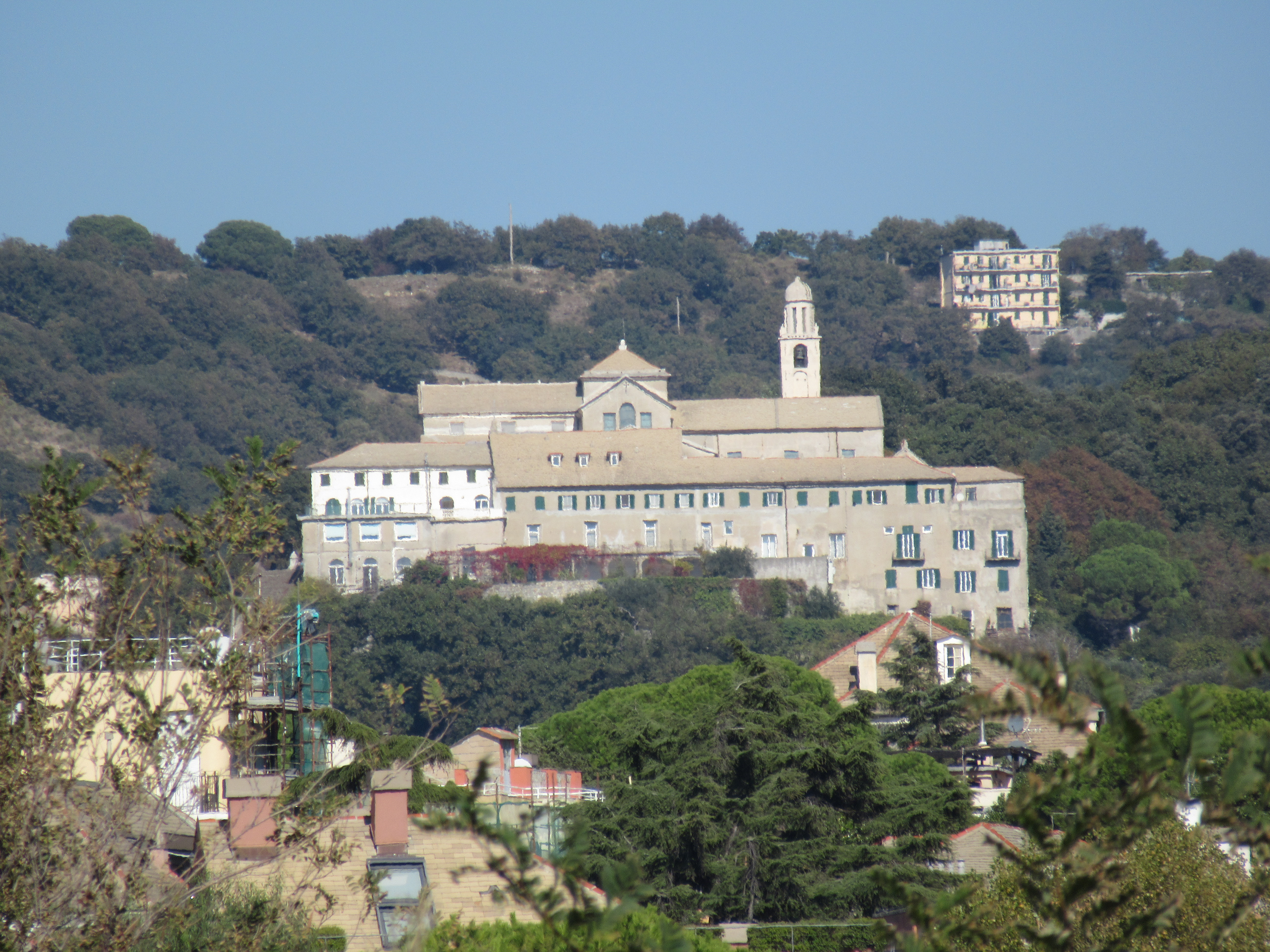
Basílica de Santa María del Monte, en Génova

La sede de la arquidiócesis se encuentra en la ciudad de Génova, en donde se halla la Catedral de San Lorenzo. En el territorio de la arquidiócesis se hallan 11 basílicas menores:
- la Basílica de San Francisco de Paula, en Génova;
- la Basílica de Santa María del Monte, en Génova;
- la Basílica de Santa María de las Viñas, en Génova;
- la Basílica de San Siro, en Génova;
- la Basílica de Santa María Inmaculada, en Génova;
- la Basílica de Santa María de Castello, en Génova;
- la Basílica de la Santísima Anunciación del Vastato, en Génova;
- la Basílica de Santa María Asunta, en Génova;
- la Basílica de Santa María Asunta, en Génova Sestri Ponente;
- el Santuario basílica del Niño Jesús de Praga, en Arenzano;
- la Basílica de Santa María Asunta, en Camogli;
- el Santuario basílica de Nuestra Señora de la Guardia, en Ceranesi.

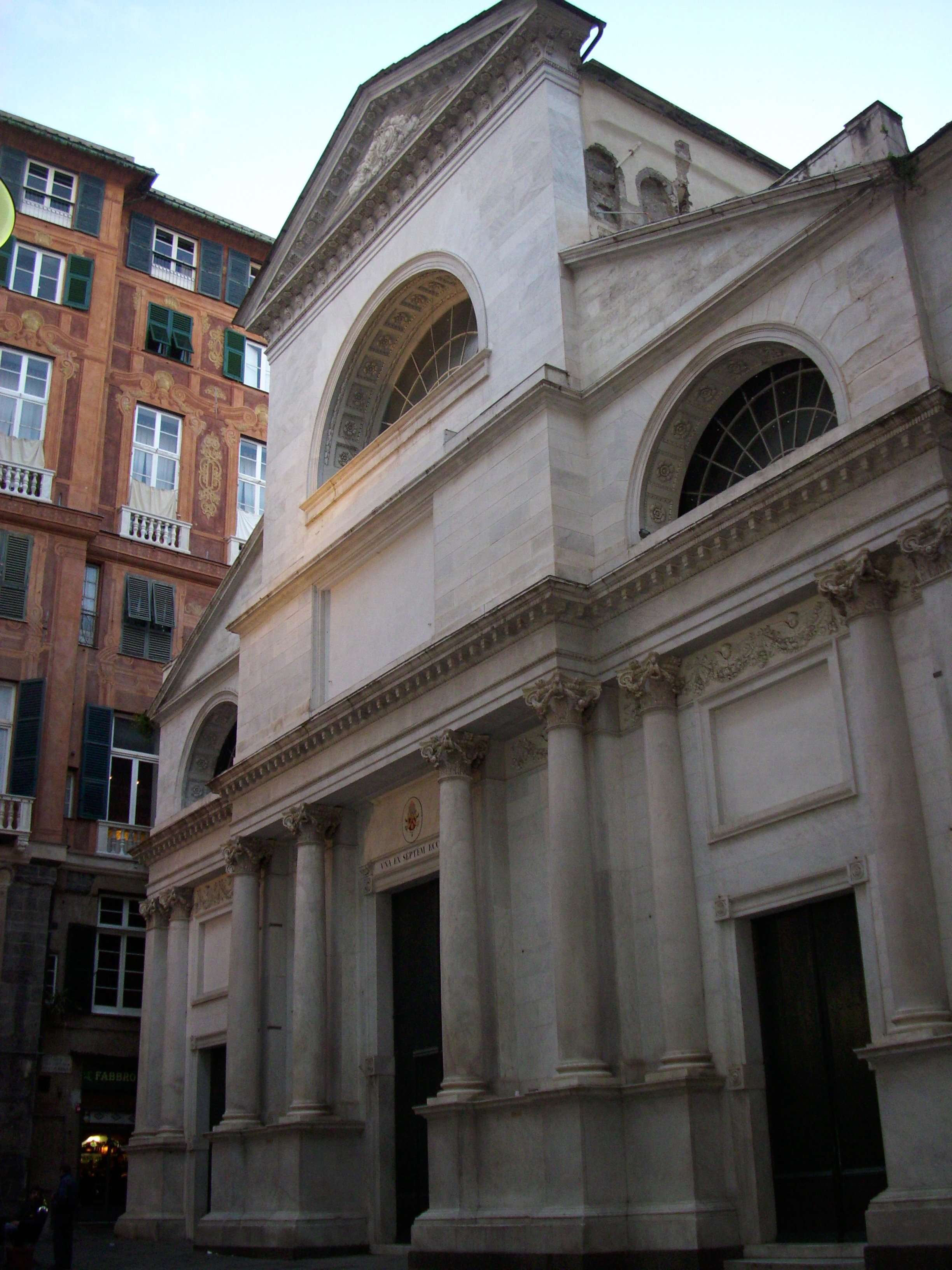
Basílica de Santa María de las Viñas, en Génova

La arquidiócesis tiene como sufragáneas a las diócesis de: Albenga-Imperia, Chiavari, La Spezia-Sarzana-Brugnato, Savona-Noli, Tortona y Ventimiglia-San Remo.

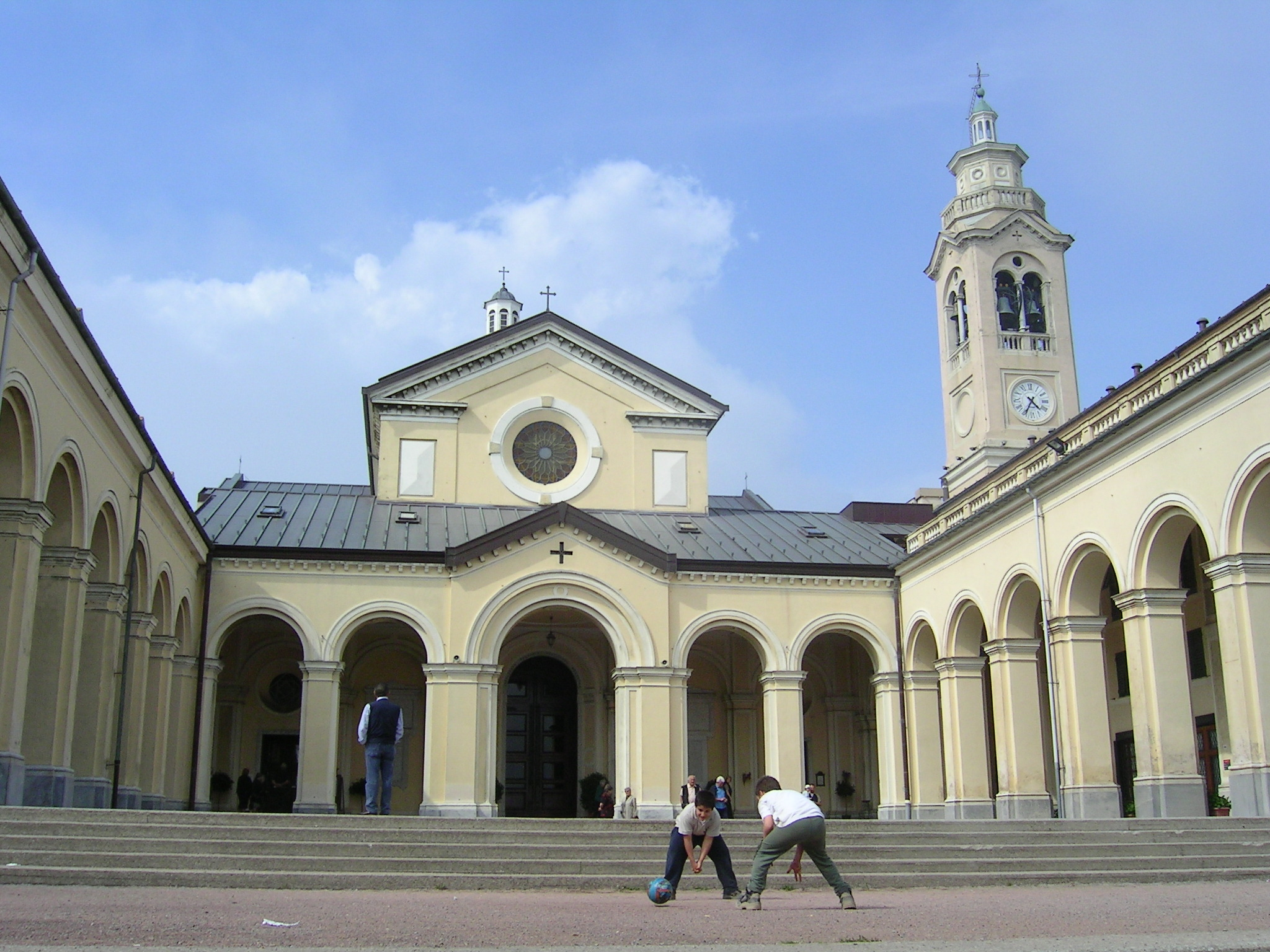
Santuario basílica de Nuestra Señora de la Guardia, en Ceranesi

En 2021 en la arquidiócesis existían 278 parroquias (21 de ellas en la provincia de Alessandria) agrupadas en 27 vicariatos: Albaro, Bogliasco-Pieve-Sori, Bolzaneto, Campomorone, Carignano-Foce, Castelletto, Centro Est, Centro Ovest, Cornigliano, Gavi, Marassi-Staglieno, Medio-Alto Bisagno, Nervi, Oregina, Pegli, Pontedecimo-Mignanego, Pra'-Voltri-Arenzano, Quarto, Recco-Uscio-Camogli, Rivarolo, Sampierdarena, San Fruttuoso, San Martino-Valle Sturla, San Teodoro, Sant'Olcese-Serra Riccò, Sestri Ponente y Valle Scrivia.

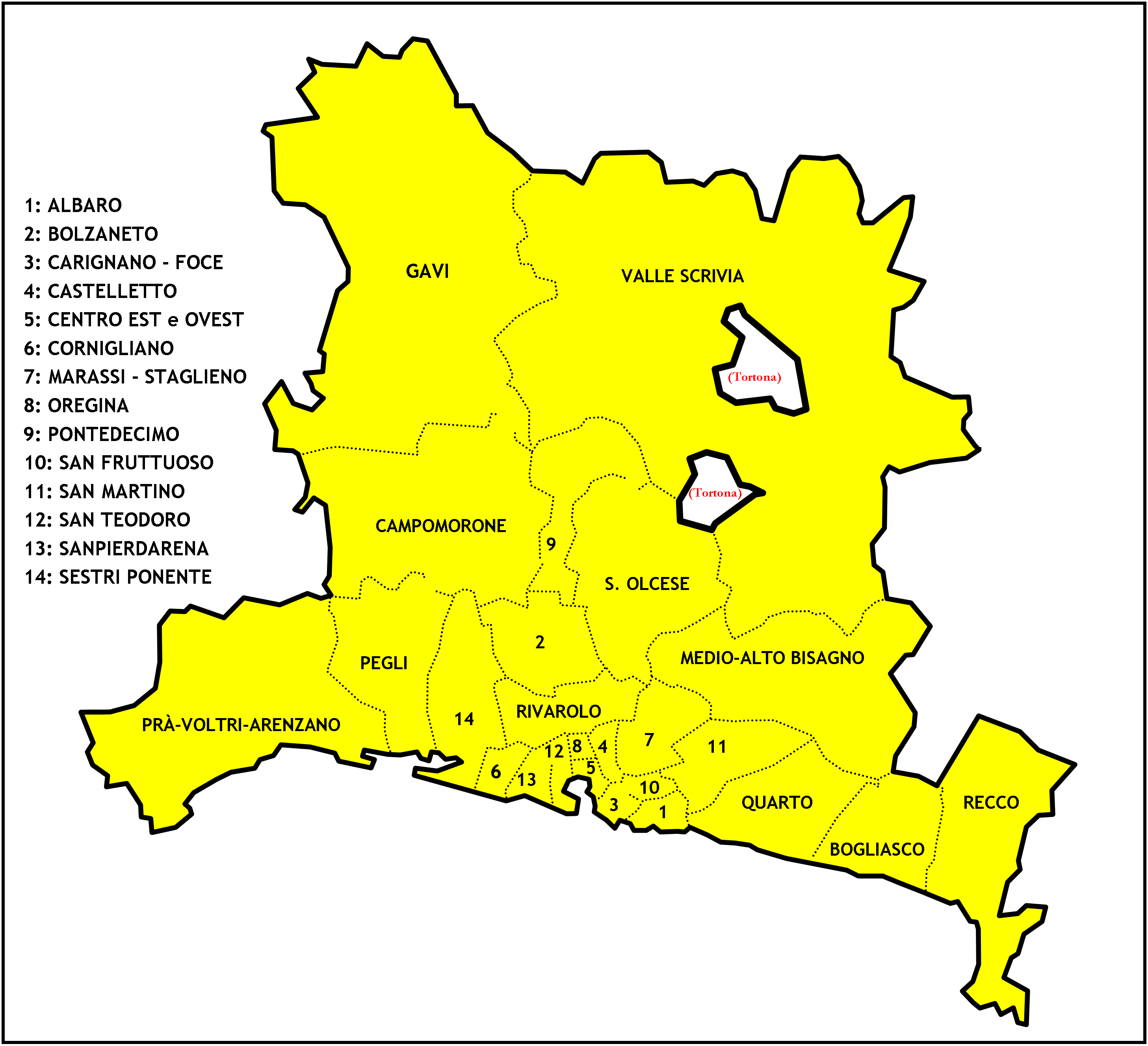
Mapa de los vicariatos

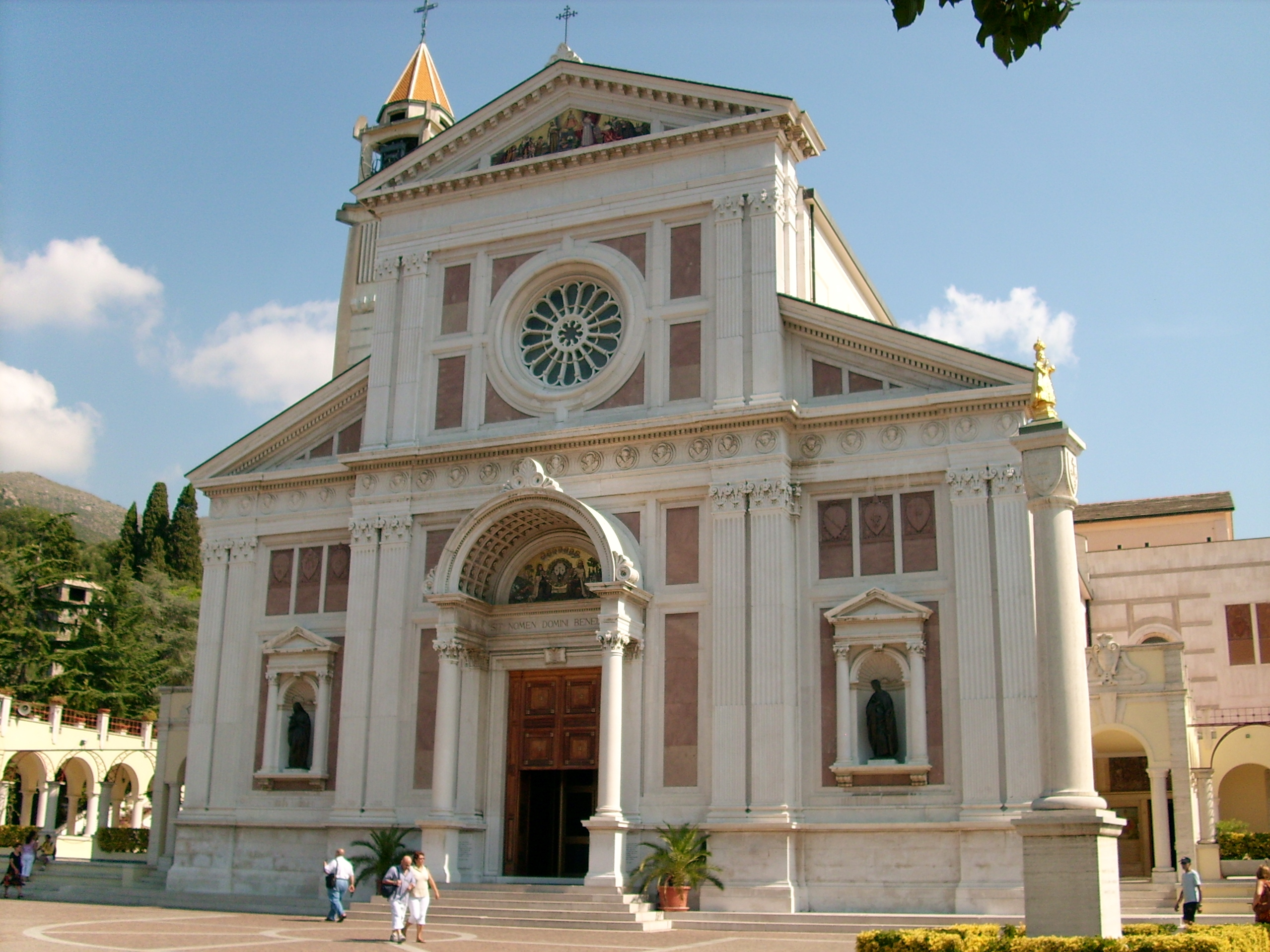
Santuario basílica del Niño Jesús de Praga, en Arenzano

## Historia

### Desde sus orígenes hasta elsigloXV
Los orígenes del cristianismo en Génova y su interior son inciertos. Una tradición tardía atribuye la evangelización de la ciudad a san Nazario, quien, a su regreso de la Galia donde lo había enviado el papa Lino (67-76), se detuvo junto con san Celso en Génova y proclamó allí el evangelio; según la tradición desembarcaron en la playa de Albaro.
Es posible que una comunidad cristiana estuviera presente en la ciudad incluso antes de la época de Constantino debido a los contactos marítimos y terrestres con la Galia y Milán. De hecho, la diócesis está atestiguada por primera vez en 381, cuando el obispo Diógenes participó en el concilio de Aquilea junto con Ambrosio, metropolitano de Milán, del que la diócesis genovesa era sufragánea. La existencia de algunos protoobispos y su ubicación cronológica aún no está clara: se trata de los santos Valentino, Felice, Siro y Rómulo; entre ellas destaca la figura de san Siro, venerado como patrono de la cátedra de los obispos de Génova.
En el siglo V el ambiente eclesiástico genovés demostró ser muy animado y teológicamente preparado. Fuentes literarias transmitieron las cartas de dos sacerdotes genoveses que debatían la teología de la gracia con Próspero de Aquitania. Además, Pascasio, el segundo obispo genovés históricamente documentado, participó en el sínodo de Milán en 451, donde se abordaron cuestiones teológicas; el mismo obispo firmó la carta sinodal dirigida al papa León Magno.
En 568 los lombardos, de religión cristiana arriana, ocuparon Milán. El arzobispo Onorato, acompañado de sus sacerdotes y de los laicos más influyentes de la ciudad, huyó y se refugió en Génova, que se convirtió en la sede de los metropolitanos milaneses hasta el año 643, cuando la zona costera de Liguria fue ocupada también por los lombardos. En este período, que duró más de siete décadas, los arzobispos milaneses actuaron también como obispos de Génova. El primer obispo genovés, tras el regreso del arzobispo de Milán (en la época san Juan el Bueno) a su sede, fue Giovanni I, que en 680 participó en el sínodo romano convocado por el papa Agatón contra el monotelismo.
La cronología de los obispos genoveses desde el siglo VII hasta todo el siglo X es incierta. Entre los obispos de la Alta Edad Media, se destacaron: Pietro, que participó en un sínodo milanés en 864 para la reforma de la disciplina eclesiástica; Sabbatino, que recibió al papa Juan VIII en Génova; Teodulfo, que restauró numerosas iglesias en la segunda mitad del siglo IX tras el saqueo sufrido por los árabes, formó un grupo de clérigos que le ayudaron en el cuidado de las almas y del que derivó el cabildo, y que fundó el primer monasterio benedictino de la zona genovesa (San Esteban). A principios del siglo XI el obispo Landulfo trasladó las reliquias de san Siro a San Lorenzo, que se convirtió en la nueva catedral de la diócesis en tiempos de su predecesor Giovanni, consagrada por el papa Gelasio II en 1118.
Génova fue elevada al rango de arquidiócesis metropolitana el 19 de marzo de 1133 mediante la bula Iustus Dominus del papa Inocencio II. El primer arzobispo fue Siro II. Mariana, Nebbio y Accia en Córcega fueron asignadas como diócesis sufragáneas, con Bobbio y Brugnato en el continente. Entre los siglos XII y XIII la diócesis de Albenga y la recién erigida diócesis de Noli se añadieron a la provincia eclesiástica genovesa. En 1163 el arzobispo Ugone della Volta recibió del papa Alejandro III el título de "legado transmarino".
Tras el Concilio de Letrán de 1215, se celebró en Génova el primer sínodo registrado, en el que participaron los obispos sufragáneos. El territorio diocesano se organizó en iglesias parroquiales, de las que dependían muchas capillas rurales, organizadas posteriormente en parroquias; en el siglo XIV había 33 iglesias parroquiales. Entre 1200 y 1300, el deseo de predominio y autonomía del cabildo catedralicio provocó no pocas veces conflictos con los arzobispos; además, los desacuerdos internos del capítulo fueron a menudo la causa de la intervención de la Santa Sede en los nombramientos episcopales.
Entre los arzobispos de este período destacaron en particular figuras eminentes de la Iglesia genovesa. Jacopo da Varazze (1292-1298), erudito dominico, escritor eclesiástico, pronto fue venerado como beato. Guido Scetten (o Sette) (1358-1368), hombre de cultura, amigo de Petrarca, es recordado en la historiografía local como «pastor diligente... y defensor... y guía severo de su clero »; fue responsable de la fundación del monasterio benedictino de San Gerolamo della Cervara, donde el papa Gregorio XI fue recibido durante el regreso de la curia papal de Aviñón a Roma. El arzobispo Andrea della Torre (1368-1377) fue responsable de la celebración de un sínodo de reforma y de reorganización de la Iglesia genovesa, que abordó los sacramentos, la liturgia y la moral (con la introducción de normas contra la usura).
En el siglo XV se acentuaron las conexiones y conflictos entre las autoridades civiles y eclesiásticas de Génova. En el Cisma de Occidente, la Iglesia genovesa permaneció fiel al papado de Roma, pero esta lealtad se vio comprometida por la sumisión de Génova a Francia (1396-1409), leal al papa de Aviñón. El antipapa Benedicto XIII permaneció en la ciudad y se le unió el arzobispo Pileo de Marini (1400-1429). No era raro que las autoridades de la ciudad intervinieran para forzar el nombramiento de prelados, con la consecuencia de que muchas veces no estaban a la altura de la tarea que habían recibido. Es el caso por ejemplo del arzobispo Paolo Fregoso (1453-1498), sobrino del dux genovés: «Dux tres veces (una vez en detrimento de un familiar), almirante de la flota armada contra los turcos que habían ocupado Otranto, pirata en perjuicio de la patria cuando estaba en desgracia política, cardenal, recaudador de beneficios sin escrúpulos, no ajeno a brillantes iniciativas de inteligencia y cultura administrativa (casa de empeño, escuela de música en la catedral), su actividad eclesiástica siguió aspectos conocidos en los prelados con una acentuada caracterización dinástica, acentuada por su participación personal en la vida política".
La extensión exacta de la arquidiócesis no está clara. En el siglo XII la franja costera iba desde el torrente de Lerone, que separaba Génova de la diócesis de Savona, hasta Anzo (Framura), que la separaba al este de la diócesis de Luni; el interior probablemente estaba delimitado por la cuenca de los Apeninos. Del siglo XII al XV se llevaron a cabo algunos cambios territoriales, sancionados por los papas: en 1133 algunas parroquias del valle del Petronio y del alto valle del Vara fueron cedidas a la diócesis de Brugnato; en 1162 las parroquias de Portovenere, tomadas de Luni, y el monasterio de Gallinaria, tomado de Albenga, pasaron a la arquidiócesis genovesa, que, a finales del siglo XII, también tenía control sobre Bonifacio y algunas otras islas adyacentes, en el al sur de Córcega; en 1248 Génova se amplió con cinco iglesias parroquiales tomadas de la diócesis de Tortona; finalmente en 1430 también fue asignada a la arquidiócesis la isla de Capraia.

### DelsigloXVIalXX
La Reforma protestante no tuvo ningún efecto en Génova, a pesar de que había una gran necesidad de reformar la vida y las estructuras eclesiásticas. Los obispos de principios del siglo XVI no estaban interesados en ningún cambio; entre ellos en particular el cardenal Innocenzo Cybo, arzobispo durante treinta años (1520-1550), pero que destacó "por su ausencia y desinterés". En la segunda mitad del siglo XVI comenzaron las reformas deseadas y establecidas por el Concilio de Trento: en 1574 Cipriano Pallavicino organizó un sínodo provincial, donde se combatió sobre todo la superstición y la mala praxis; en 1582 una visita apostólica, encargada por el papa Gregorio XIII, puso de relieve deficiencias y disfunciones en la organización diocesana; entre 1588 y 1619 se celebraron tres sínodos diocesanos para la reforma de la vida eclesiástica; importantes fueron la actualización de los antiguos institutos religiosos presentes en la arquidiócesis y la introducción de nuevas órdenes y congregaciones, entre ellas las monjas carmelitas reformadas de santa Teresa de Ávila y los jesuitas.
Una gran figura del obispo en el siglo XVII fue la de Stefano Durazzo (1635-1664), «cuya obra se centró esencialmente en cuatro puntos: la evangelización de la ciudad, de los pueblos costeros y del interior; la reforma del clero y del seminario; la acción benéfica, especialmente durante el período de la peste; el incremento y educación de la piedad popular con el intento de regular la actividad de las cofradías". Son numerosas las obras que realizó: realizó dos veces la visita pastoral a la arquidiócesis; fundó el instituto de misioneros urbanos; celebró un sínodo en 1643; fundó un nuevo seminario en 1656 y 34 nuevas parroquias. Estableció misiones populares y encomendó la formación de clérigos a los misioneros de san Vicente de Paúl.
A principios del siglo XVIII la arquidiócesis contaba con alrededor de trescientas parroquias; de estas tres estaban situadas fuera del territorio diocesano: Portovenere, Bonifacio en Córcega y Tabarka en el norte de África. En 1737, Caterina Fieschi Adorno, laica que vivió en el siglo XV y fundadora de la asociación caritativa y asistencial del Divino Amor en 1497, fue canonizada con solemnes y sentidas celebraciones. Entre los arzobispos del siglo XVIII, se recuerda particularmente a Giuseppe Maria Saporiti (1746-1767): fue el primero en escribir cartas pastorales; revisó la formación de los sacerdotes de su arquidiócesis mediante una espiritualidad más cuidada de inspiración francesa; publicó el primer catecismo de la Iglesia genovesa.
A finales del siglo XVIII las diócesis de Savona, Albenga, Ventimiglia y Tortona fueron asignadas a la provincia eclesiástica de Génova. Durante un cierto período, a principios del siglo XIX, la diócesis de Niza formó parte también de la metrópolis de Génova. Finalmente, hacia finales de siglo, la diócesis de Chiavari pasó a formar parte de la sede metropolitana genovesa.
Durante el período de ocupación francesa de la República de Génova, el arzobispo Giovanni Lercari sufrió el exilio; su sucesor fue Giuseppe Maria Spina, un diplomático papal que desempeñó un papel importante en el concordato napoleónico de 1801. Por sus políticas probonapartistas, tuvo que hacer las paces públicamente en la catedral el 8 de diciembre de 1814.
En el siglo XIX, los arzobispos genoveses se comprometieron sobre todo a revitalizar la vida de la arquidiócesis, con la convocatoria de sínodos y visitas pastorales, buscando al mismo tiempo una conciliación entre los católicos intransigentes, que en Génova tenían su propio periódico, "Il Cattolico", y los católicos más abiertamente liberales; y tratando de atenuar la controversia entre movimientos clericales y anticlericales. Durante el episcopado de Andrea Charvaz se intensificaron las obras de caridad de carácter social, la fundación de escuelas católicas para la educación primaria y la formación profesional, la creación de un seminario diocesano para las misiones extranjeras. El final del siglo vio dos grandes obispos en Génova. Salvatore Magnasco, que había participado en el Concilio Vaticano I, hizo reconstruir el santuario de la Madonna della Guardia, favoreció mucho a la prensa católica y publicó un catecismo para niños. Le sucedió el beato Tommaso Reggio, políticamente más conciliador y partidario de un acercamiento entre Estado e Iglesia, que se distinguió por la creación de numerosas parroquias, por la celebración de un sínodo diocesano (1896) y por haber visitado dos veces su arquidiócesis.
En la crisis modernista de principios del siglo XX, el barnabita de Génova Giovanni Semeria fue acusado injustamente, y el arzobispo Edoardo Pulciano también fue criticado por su debilidad en el trato con los modernistas. Hombre austero e intransigente, fundó nuevas parroquias y sobre todo la revista diocesana. Su muerte inició un período de crisis para la arquidiócesis con repercusiones políticas a nivel nacional. De hecho, al arzobispo Andrea Caron, cuyo nombramiento era antimodernista, se le negó el exequátur del gobierno y nunca pudo tomar posesión de la sede genovesa. De hecho, la arquidiócesis estaba gobernada por el vicario general Giacomo De Amicis, quien, sin embargo, en 1912 fue notificado del interdicto de administrar confirmaciones y conferir órdenes sagradas en todo el territorio diocesano.
Del 5 al 9 de septiembre de 1923, Génova acogió el séptimo Congreso Eucarístico nacional italiano, al que asistió como legado papal el cardenal Gaetano De Lai.
Durante el período fascista surgió la figura del cardenal Carlo Dalmazio Minoretti, "considerado un obispo social y antifascista". Reorganizó las parroquias del centro histórico y fundó otras nuevas; trabajó para la función social de la parroquia, con teatros, oratorios, peñas; trabajó para el desarrollo de Acción Católica y FUCI. Mientras tanto, en el seminario arzobispal se formaban importantes personalidades de la vida eclesial italiana de la posguerra: Giacomo Lercaro, Emilio Guano, Giuseppe Siri, Franco Costa, Luigi Pelloux. Pietro Boetto, en los difíciles años de la Segunda Guerra Mundial, trabajó para salvar el puerto y la rendición de las tropas alemanas estacionadas en la ciudad y en la zona genovesa; esto le valió el reconocimiento del título de "defensor de la ciudad" por parte de las autoridades civiles de la ciudad. El período de posguerra está marcado por el episcopado de Giuseppe Siri, arzobispo desde más de cuarenta años.
El 7 de octubre de 1975 cedió la parroquia de la isla de Capraia a la diócesis de Livorno, con efectos a partir del 1 de enero de 1977.
La arquidiócesis de Génova se unió a la diócesis de Bobbio el 30 de septiembre de 1986, mediante el decreto Instantibus votis de la Congregación para los Obispos; la plena unión condujo al establecimiento de la arquidiócesis de Génova-Bobbio. El arzobispo de Génova ya era desde 1974 administrador apostólico de la sede de Bobbio. Con esta unión la arquidiócesis llegó territorialmente hasta las provincias de Pavía y Parma.
Sin embargo, desde el punto de vista pastoral esta unión no tuvo mucho éxito. De hecho, el 16 de septiembre de 1989, con el decreto Pastoralis collocatio de la misma Congregación para los Obispos, los territorios de la antigua diócesis de Bobbio fueron separados de la arquidiócesis de Génova-Bobbio y unidos a Plasencia, formando la diócesis de Plasencia-Bobbio. Al mismo tiempo, la arquidiócesis de Génova retomó su nombre original.

### SigloXXI
Del 15 al 18 de septiembre de 2016 volvió a ser sede del Congreso Eucarístico Nacional Italiano, en su XXVI edición, del que también fue legado pontificio el arzobispo Angelo Bagnasco.
En diciembre de 2023, el consejo episcopal resolvió adoptar un nuevo modelo organizativo para la arquidiócesis. Los sacerdotes que actúan como "moderadores" tienen el poder de administrar múltiples parroquias, asistidos por un diácono y laicos. El equipo pastoral está formado por: moderador de la fraternidad parroquial, diácono cooperador y algunos laicos.

## Estadísticas
Según el Anuario Pontificio 2022 la arquidiócesis tenía a fines de 2021 un total de 657 861 fieles bautizados.
| Año                                                                             | Población            | Población | Población      | Sacerdotes | Sacerdotes    | Sacerdotes    | Bautizados por sacerdote | Diáconos permanentes | Religiosos | Religiosos | Parroquias |
| Año                                                                             | Bautizados católicos | Total     | % de católicos | Total      | Clero secular | Clero regular | Bautizados por sacerdote | Diáconos permanentes | Varones    | Mujeres    | Parroquias |
| ------------------------------------------------------------------------------- | -------------------- | --------- | -------------- | ---------- | ------------- | ------------- | ------------------------ | -------------------- | ---------- | ---------- | ---------- |
| 1950                                                                            | ?                    | 758 422   | ?              | 1025       | 611           | 414           | ?                        |                      | 600        |            | 235        |
| 1969                                                                            | 934 000              | 941 641   | 99.2           | 1096       | 570           | 526           | 852                      |                      | 769        | 3925       | 272        |
| 1980                                                                            | 987 000              | 1 038 000 | 95.1           | 1062       | 552           | 510           | 929                      | 1                    | 699        | 2750       | 274        |
| 1990                                                                            | 890 313              | 902 213   | 98.7           | 956        | 505           | 451           | 931                      | 10                   | 615        | 2216       | 278        |
| 1999                                                                            | 784 588              | 843 644   | 93.0           | 778        | 405           | 373           | 1008                     | 16                   | 486        | 1630       | 278        |
| 2000                                                                            | 773 016              | 831 201   | 93.0           | 749        | 400           | 349           | 1032                     | 18                   | 450        | 1578       | 278        |
| 2001                                                                            | 773 325              | 831 533   | 93.0           | 729        | 391           | 338           | 1060                     | 21                   | 441        | 1560       | 278        |
| 2002                                                                            | 752 111              | 808 722   | 93.0           | 713        | 386           | 327           | 1054                     | 21                   | 447        | 1560       | 278        |
| 2003                                                                            | 690 133              | 726 093   | 95.0           | 682        | 370           | 312           | 1011                     | 23                   | 409        | 1498       | 278        |
| 2004                                                                            | 775 980              | 834 388   | 93.0           | 671        | 362           | 309           | 1156                     | 23                   | 419        | 1455       | 278        |
| 2006                                                                            | 671 423              | 721 960   | 93.0           | 655        | 348           | 307           | 1025                     | 29                   | 416        | 1365       | 278        |
| 2013                                                                            | 690 409              | 812 246   | 85.0           | 553        | 285           | 268           | 1248                     | 31                   | 319        | 1093       | 278        |
| 2016                                                                            | 672 482              | 800 574   | 84.0           | 493        | 273           | 220           | 1364                     | 30                   | 280        | 1029       | 278        |
| 2019                                                                            | 674 520              | 803 000   | 84.0           | 471        | 257           | 214           | 1432                     | 28                   | 259        | 845        | 278        |
| 2021                                                                            | 657 861              | 783 168   | 84.0           | 432        | 244           | 188           | 1522                     | 29                   | 230        | 835        | 278        |
| Fuente: Catholic-Hierarchy, que a su vez toma los datos del Anuario Pontificio. |                      |           |                |            |               |               |                          |                      |            |            |            |

## Episcopologio

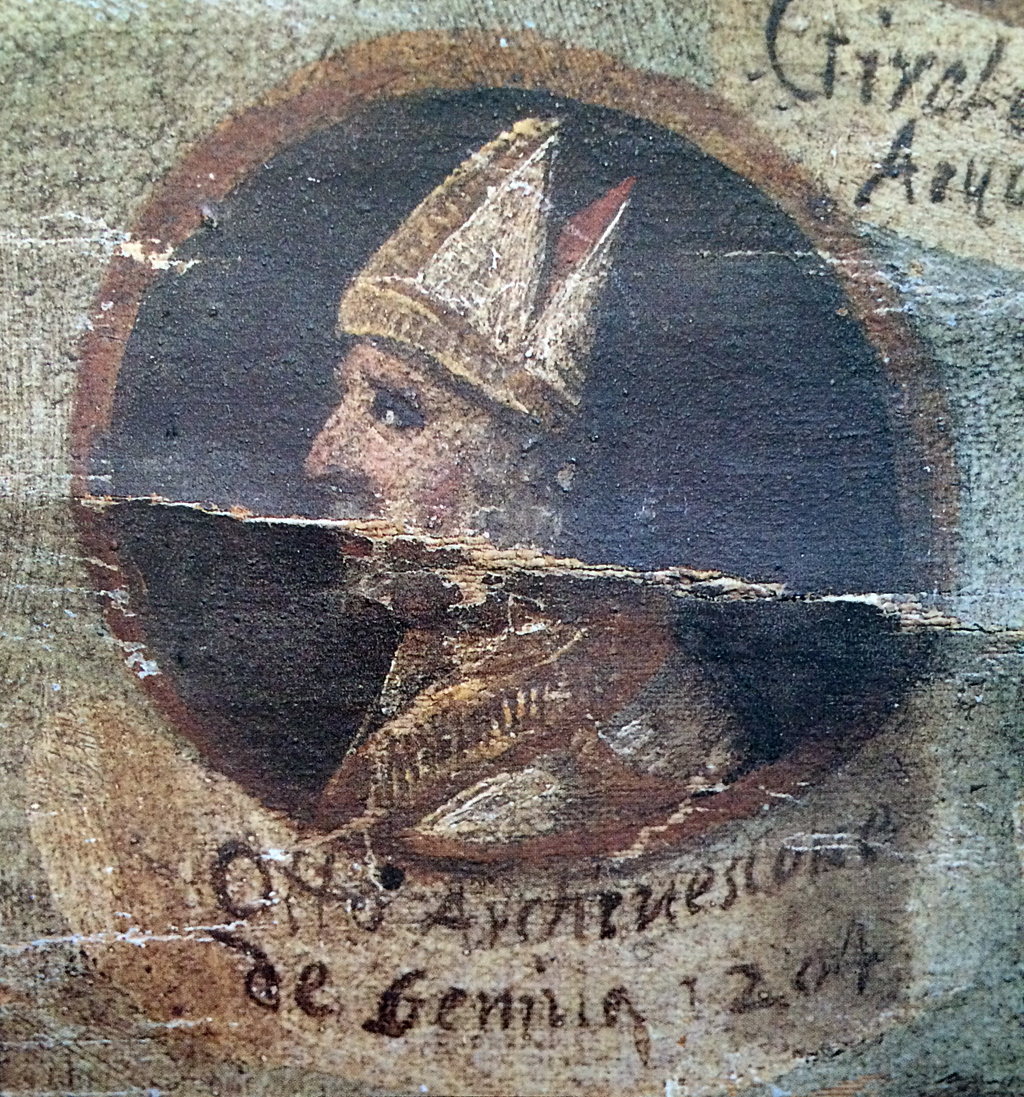
Ottone Ghilini, arzobispo de Génova de 1203 a 1239

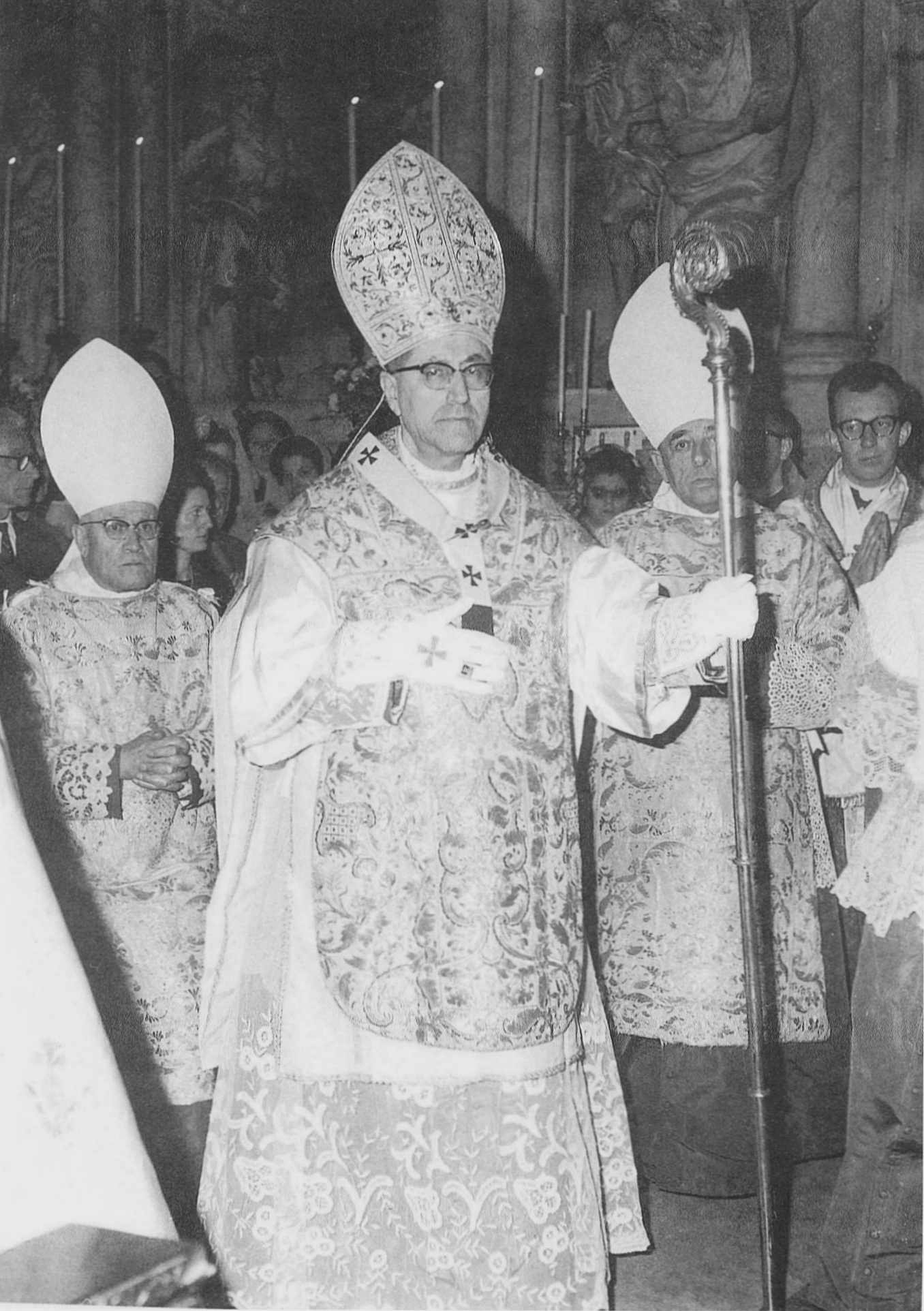
La carismática figura del cardenal Giuseppe Siri, que gobernó la arquidiócesis de Génova durante cuarenta y un años

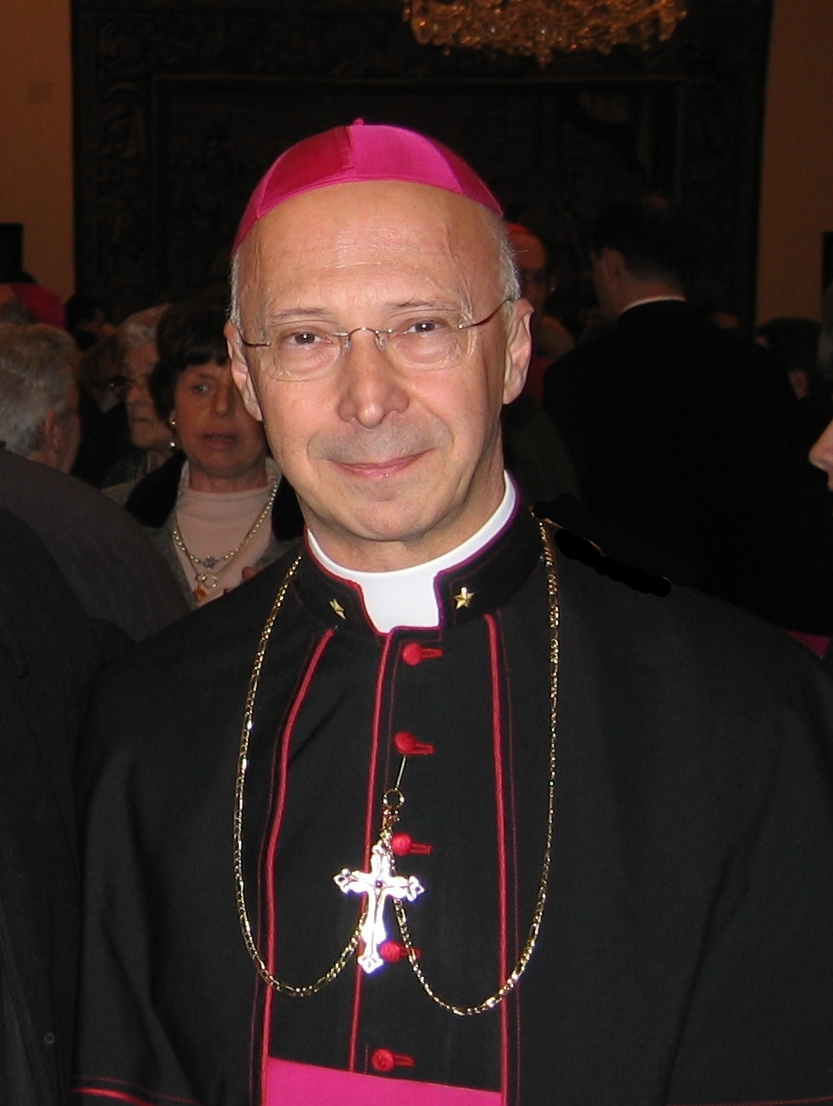
Cardenal Angelo Bagnasco, arzobispo de Génova de 2006 a 2020

### Obispos de Génova
- San Valentino †
- San Felice †
- San Siro I †
- San Romolo †[nota 2]
- Diogene † (mencionado en 381)
- Pascasio † (mencionado en 451)[nota 3]
  - Arzobispos de Milán residentes en Génova:
  - San Onorato † (568-571 falleció)
  - Frontone † (571-573)
  - Lorenzo † (573-593)
  - Costanzo † (593-3 de septiembre de 600 falleció)
  - Deodato (o Deusdedit) † (15 de septiembre de 601-30 de octubre de 629 falleció)
  - Asterio † (629-4 de julio de 640 falleció)
  - Forte † (641-641 renunció)
  - San Giovanni Bono † (641-649 renunció)
- Giovanni I † (mencionado en 680)
- Viatore † (mencionado en 732)
- Giovanni II † (mencionado en 752)
- Dionisio † (mencionado en 798)
- Guglielmo † (mencionado en 821)
- Nazario † (antes de 845)
- Massito (o Mansueto) † (845-860)
- Sigeberto † (?-circa 864 falleció)
- Pietro † (864-?)
- Sabbatino † (antes de 876-después de 877)
- Ramperto † (mencionado en 889)
- Giovanni III † (mencionado en 904)
- Nicola † (mencionado en 930)
- Teodolfo I † (mencionado en 945)
- Lamberto II † (mencionado en 968)
- Teodolfo II † (mencionado en 970)
- Giovanni IV † (antes de 985-circa 993 falleció)
- Landolfo I † (mencionado en 993)
- Giovanni V † (antes de 1001-1019)[nota 4]
- Landolfo II † (1019[nota 5]-después de 1034)[nota 6]
- Corrado † (antes de octubre de 1036-después de junio de 1051)
- Oberto Pevere † (antes de julio de 1052-después de junio de 1078)
- Corrado Manganello † (antes de junio de 1080-después de 1087)
- Ciriaco † (circa 1092-?)
- Ogerio † (?-circa 1097 falleció)[nota 7]
- Airaldo Guaracco, C.R.S.A. † (1097[nota 8]-22 de agosto de 1116 falleció)
- Ottone I † (1117-1120 falleció)
  - Sede vacante (1120-1123)
- Sigifredo † (1123-17 de julio de 1129 falleció)
- Siro II † (agosto de 1130-19 de marzo de 1133 nombrado arzobispo de Génova)

### Arzobispos de Génova
- Siro II † (19 de marzo de 1133-30 de septiembre de 1163 falleció)
- Ugo (o Ugone) della Volta † (1 de octubre de 1163-12 de junio de 1188 falleció)
- Bonifacio † (13 de junio de 1188-22 de septiembre de 1203 falleció)
- Ottone Ghilini † (18 de noviembre de 1203-30 de octubre de 1239 falleció)
- Giovanni de' Rossi † (noviembre de 1239-1253 falleció)
- Gualtiero da Vezzano † (23 de abril de 1253-26 de septiembre de 1274 falleció)
- Bernardo de' Arimondi † (antes del 6 de septiembre de 1276-1286 falleció)
  - Opizzo Fieschi † (4 de junio de 1288-1291 renunció) (administrador apostólico)
- Beato Jacopo da Varazze (Jacopo da Varagine), O.P. † (fines de 1291-julio de 1298 falleció)
- Porchetto Spinola, O.F.M. † (3 de febrero de 1299-30 de mayo de 1321 falleció)
- Bartolomeo de' Maroni † (18 de julio de 1321-13 de diciembre de 1335 falleció)
- Dino di Radicofani † (27 de enero de 1337-7 de octubre de 1342 nombrado arzobispo de Pisa)
- Giacomo Peloso da Santa Vittoria, C.R.S.A. † (27 de noviembre de 1342-1349 falleció)
- Bertrando Bessaduri † (2 de septiembre de 1349-1358 falleció)
- Guido Sette † (2 de julio de 1358-1368 falleció)
- Andrea della Torre, O.P. † (28 de febrero de 1368-1377 falleció)
- Lanfranco Sacco, O.S.B. † (4 de diciembre de 1377-circa 1382 falleció)
- Giacomo Fieschi † (1382-24 de noviembre de 1400 falleció)
- Pileo de' Marini † (30 de noviembre de 1400-después de junio de 1428[9] falleció)
- Pietro de Giorgi † (4 de noviembre de 1429-1436 falleció)
- Giorgio Fieschi † (3 de octubre de 1436-18 de diciembre de 1439 renunció)
- Giacomo Imperiale, O.S.B. † (23 de diciembre de 1439-1452 falleció)
- Paolo Fregoso † (7 de febrero de 1453-13 de febrero de 1495 renunció)
  - Jorge da Costa † (13 de febrero de 1495-29 de julio de 1496 renunció) (administrador apostólico)[10]
- Paolo Fregoso † (29 de julio de 1496-22 de marzo de 1498 falleció) (por segunda vez)
- Giovanni Maria Sforza † (25 de marzo de 1498-1520 falleció)[nota 9]
- Innocenzo Cybo † (11 de marzo de 1520-13 de abril de 1550 falleció)
- Gerolamo Sauli † (18 de abril de 1550-1559 falleció)
- Agostino Maria Salvago, O.P. † (17 de abril de 1559-30 de septiembre de 1567 falleció)
- Cipriano Pallavicino † (14 de noviembre de 1567-1586 falleció)
- Antonio Maria Sauli † (1586 por sucesión-9 de agosto de 1591 renunció)
- Alessandro Centurione † (9 de agosto de 1591-1596 renunció)
- Matteo Rivarola, O.S.B. † (29 de abril de 1596-1600 falleció)
- Orazio Spinola † (20 de diciembre de 1600-24 de junio de 1616 falleció)[nota 10]
- Domenico de' Marini † (18 de julio de 1616-febrero de 1635 falleció)
- Stefano Durazzo † (5 de marzo de 1635-octubre de 1664 renunció)
- Giambattista Spinola il vecchio † (10 de noviembre de 1664-16 de marzo de 1681 renunció)
- Giulio Vincenzo Gentile, O.P. † (17 de marzo de 1681-junio o de julio de 1694 falleció)
- Giambattista Spinola il giovane † (13 de septiembre de 1694-7 de enero de 1705 renunció)
- Lorenzo Maria Fieschi † (18 de mayo de 1705-1 de mayo de 1726 falleció)
- Nicolò Maria de' Franchi, O.P. † (1 de julio de 1726-20 de febrero de 1746 falleció)
- Giuseppe Maria Saporiti † (20 de febrero de 1746 por sucesión-14 de abril de 1767 falleció)
- Giovanni Lercari † (10 de julio de 1767-18 de marzo de 1802 falleció)
- Giuseppe Maria Spina † (24 de mayo de 1802-13 de diciembre de 1816 renunció)
  - Sede vacante (1816-1819)
- Luigi Emmanuele Nicolò Lambruschini, B. † (27 de septiembre de 1819-26 de junio de 1830 renunció[nota 11])
- Giuseppe Vincenzo Airenti, O.P. † (5 de julio de 1830-3 de septiembre de 1831 falleció)
- Placido Maria Tadini, O.C.D. † (2 de julio de 1832-22 de noviembre de 1847 falleció)
  - Sede vacante (1847-1852)
- Andrea Charvaz † (27 de septiembre de 1852-7 de agosto de 1869 renunció)
  - Sede vacante (1869-1871)
- Salvatore Magnasco † (27 de octubre de 1871-12 de enero de 1892 falleció)
- Beato Tommaso Reggio † (11 de julio de 1892-22 de noviembre de 1901 falleció)
- Edoardo Pulciano † (16 de diciembre de 1901-25 de diciembre de 1911 falleció)
- Andrea Caron † (29 de abril de 1912-22 de enero de 1915 renunció)[nota 12]
- Ludovico Gavotti † (22 de enero de 1915-23 de diciembre de 1918 falleció)
- Tommaso Pio Boggiani, O.P. † (10 de marzo de 1919-agosto de 1921 renunció)
- Giosuè Signori † (21 de noviembre de 1921-25 de noviembre de 1923 falleció)
- Francesco Sidoli † (24 de marzo de 1924-18 de diciembre de 1924 falleció)
- Carlo Dalmazio Minoretti † (16 de enero de 1925-13 de marzo de 1938 falleció)
- Pietro Boetto, S.I. † (17 de marzo de 1938-31 de enero de 1946 falleció)
- Giuseppe Siri † (14 de mayo de 1946-30 de septiembre de 1986 nombrado arzobispo de Génova-Bobbio)

### Arzobispos de Génova-Bobbio
- Giuseppe Siri † (30 de septiembre de 1986-6 de julio de 1987 retirado)
- Giovanni Canestri † (6 de julio de 1987-16 de septiembre de 1989 nombrado arzobispo de Génova)

### Arzobispos de Génova
- Giovanni Canestri † (16 de septiembre de 1989-20 de abril de 1995 retirado)
- Dionigi Tettamanzi † (20 de abril de 1995-11 de julio de 2002 nombrado arzobispo de Milán)
- Tarcisio Bertone, S.D.B. (10 de diciembre de 2002-29 de agosto de 2006 renunció)[nota 13]
- Angelo Bagnasco (29 de agosto de 2006-8 de mayo de 2020 retirado)
- Marco Tasca, O.F.M.Conv., desde el 8 de mayo de 2020